# Zagăr
Zagăr (Zágor en hongrois, Roden en allemand) est une commune roumaine du județ de Mureș, dans la région historique de Transylvanie et dans la région de développement du Centre.

## Géographie
La commune de Zagăr est située dans le sud du județ, sur le Plateau de Târnava, entre la vallée de la Târnava Mică au nord et celle de la Târnava Mare au sud, à 40 km au sud de Târgu Mureș, le chef-lieu du județ.
La municipalité est composée des deux villages suivants (population en 2002) :
- Seleuș (244) ;
- zagăr (964), siège de la municipalité.

## Histoire
La première mention écrite du village date de 1412, sous le nom de Zagor.
La commune de Zagăr a appartenu au royaume de Hongrie, puis à l'empire d'Autriche et à l'Empire austro-hongrois.
En 1876, lors de la réorganisation administrative de la Transylvanie, elle a été rattachée au comitat de Kis-Küküllő (Târnava Mică) dont le chef-lieu était la ville de Târnăveni.
La commune de Zagăr a rejoint la Roumanie en 1920, au traité de Trianon, lors de la désagrégation de l'Autriche-Hongrie. Après le deuxième arbitrage de Vienne, elle a été occupée occupée par la Hongrie de 1940 à 1944. Elle est redevenue roumaine en 1945.

## Religions
En 2002, la composition religieuse de la commune était la suivante :
- Chrétiens orthodoxes, 91,80 % ;
- Réformés, 2,48 % ;
- Luthériens, 1,98 %.

## Démographie
La commune de Zagăr comptait au début du XXe siècle une écrasante majorité de population d'origine saxonne (plus de 80 %) mais cette communauté a vu son importance décroître tout au long du siècle, au gré des vicissitudes de l'histoire, passant de 2 058 en 1941 à 1 165 (après les déportations de l'après-guerre) et à 125 en 1992 après la Révolution de 1989 et l'ouverture des frontières.
En 1910, la commune comptait 214 Roumains (10,18 %), 23 Hongrois (1,09 %), 1 759 Allemands (83,68 %) et 106 Roms (5,04 %).
En 1930, on recensait 221 Roumains (9,74 %), 24 Hongrois (1,06 %), 1 920 Allemands (84,66 %) et 102 Roms (4,50 %).
En 2002, 692 Roumains (57,28 %) côtoient 45 Hongrois (3,72 %), 33 Allemands (2,73 %) et 435 Tsiganes (36,00 %). On comptait à cette date 365 ménages et 473 logements.
| 1850  | 1880  | 1900  | 1910  | 1930  | 1956  | 1977  | 1992  | 2002  |
| ----- | ----- | ----- | ----- | ----- | ----- | ----- | ----- | ----- |
| 1 853 | 1 832 | 2 042 | 2 102 | 2 268 | 2 079 | 1 748 | 1 255 | 1 208 |

| 2007  | - | - | - | - | - | - | - | - |
| ----- | - | - | - | - | - | - | - | - |
| 1 235 | - | - | - | - | - | - | - | - |

Lors du recensement de 2011, 51,67 % de la population se déclarent roumains, 38,84 % comme roms, 4,27 % comme hongrois et 1,42 % comme allemands (3,69 % ne déclarent pas d'appartenance ethnique et 0,08 % déclarent être d'une autre ethnie).

## Politique
| Parti | Parti                                            | Sièges |
| ----- | ------------------------------------------------ | ------ |
|       | Parti national libéral (PNL)                     | 4      |
|       | Parti national paysan chrétien-démocrate (PNȚCD) | 2      |
|       | Parti social-démocrate (PSD)                     | 1      |
|       | Alliance des libéraux et démocrates (ALDE)       | 1      |
|       | Parti des Roms « Pro-Europe »                    | 1      |

## Économie
L'économie de la commune repose sur l'agriculture.

## Communications

### Routes
Zagăr se trouve sur la route régionale Coroisânmărtin-Dumbrăveni, dans le județ de Sibiu.

## Lieux et monuments
- Zagăr, église luthérienne fortifiée avec son mur d'enceinte en bon état de conservation.